# پناهگاه صخره‌ای پلکونه ۲
پناهگاه صخره‌ای پلکونه ۲ مربوط به دوران پارینه‌سنگی است و در شهرستان کوهدشت، بخش مرکزی، دهستان گل گل، روستای ناوه چنگیزی واقع شده و این اثر در تاریخ ۷ اسفند ۱۳۸۶ با شمارهٔ ثبت ۲۱۳۶۵ به‌عنوان یکی از آثار ملی ایران به ثبت رسیده است.